# Finanzamt Münsingen

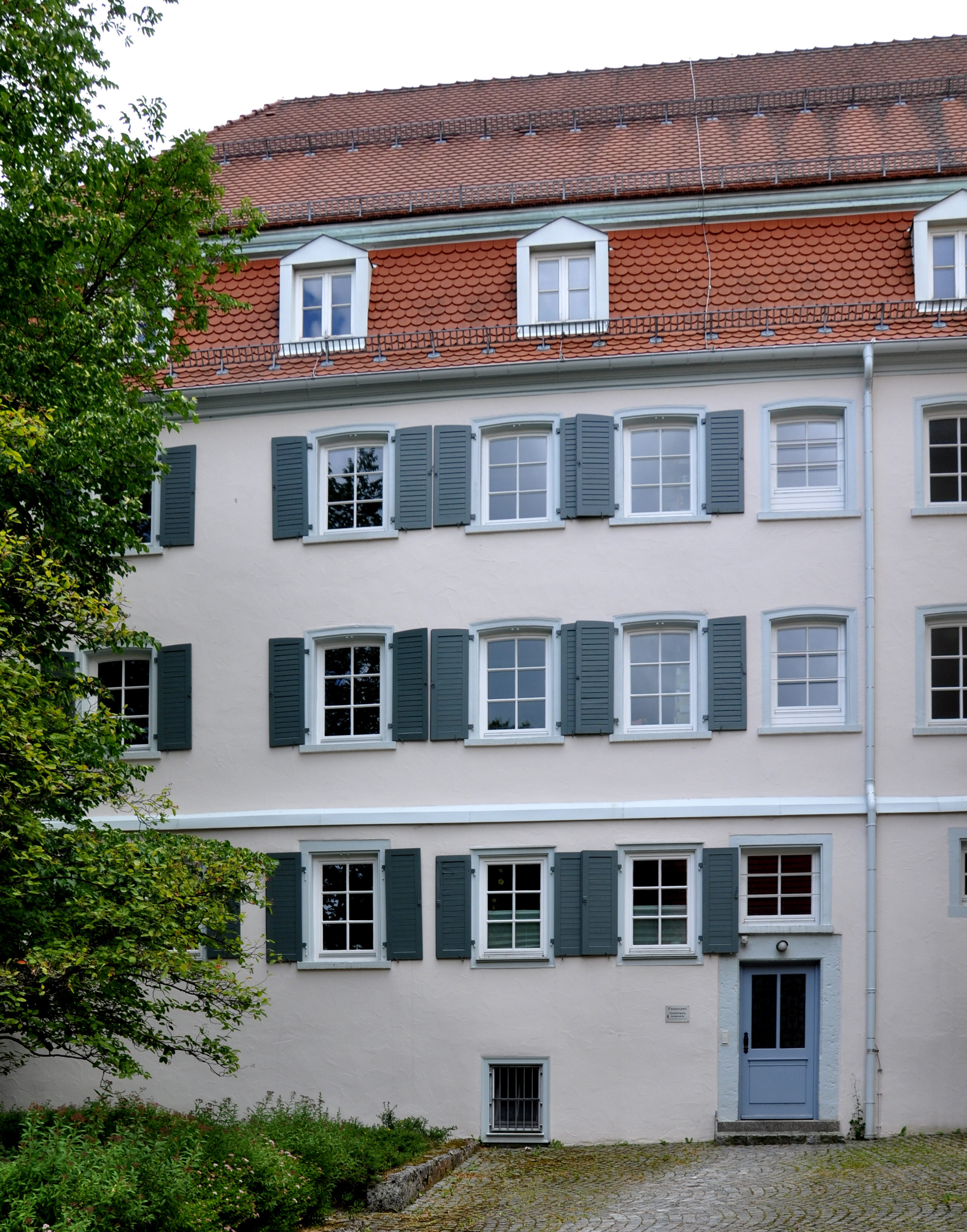
Ehemaliges Amtsgebäude des Kameralamts Münsingen (beim Oberen Tor 2), danach Sitz des Finanzamtes

Das Finanzamt Münsingen in Münsingen entstand nach der Auflösung der Kameralämter in Württemberg als Nachfolgebehörde des Kameralamts Münsingen. Das Finanzamt war eine örtliche Behörde der Finanzverwaltung in Württemberg.

## Geschichte
Im Jahr 1922 erfolgte die Abgabe der Liegenschaftsverwaltung an das Staatsrentamt Tübingen.
1943 wurde das Finanzamt Münsingen aufgehoben und an das Finanzamt Urach als Außenstelle angegliedert. Der Bezirk wurde auf die Finanzämter Riedlingen und Urach verteilt
Im Jahr 1977 wurde die Außenstelle Münsingen des Finanzamts Urach aufgehoben.